# Carlos Borja (baloncestista)
Carlos Borja Morca (Coyuca de Catalán, Guerrero, 23 de mayo de 1913 - Guadalajara, Jalisco, 25 de noviembre de 1982) fue un baloncestista mexicano. Fue medalla de bronce con México en los Juegos Olímpicos de Berlín de 1936. Es hermano del también medallista olímpico Víctor Borja.

## Palmarés internacionales
| Juegos Olímpicos | Juegos Olímpicos  | Juegos Olímpicos  | Juegos Olímpicos |
| Año              | Lugar             | Medalla           | Competición      |
| ---------------- | ----------------- | ----------------- | ---------------- |
| 1936             | Berlín (Alemania) | Medalla de bronce | Torneo masculino |